# Baie du Prince-William
Pour les articles homonymes, voir Prince William.

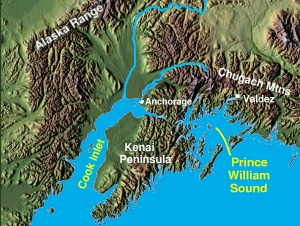
La baie du Prince-William, sur la côte sud de l'Alaska.

La baie du Prince-William (en anglais Prince William Sound) est une baie du golfe d'Alaska sur la côte sud de l'Alaska. Elle est située sur la côte orientale de la péninsule Kenai qui la sépare du golfe de Cook (Cook Inlet) et d'Anchorage.
Le plus grand port de la baie est Valdez, terminal de l'oléoduc trans-Alaska. Parmi les autres agglomérations, on peut citer Cordova et Whittier. La baie comprend également de nombreuses petites îles.
La plupart des territoires autour de la baie du Prince-William font partie de la forêt nationale de Chugach, la seconde plus grande forêt nationale américaine. La baie est entourée par les montagnes Chugach, une chaîne escarpée et enneigée. Le littoral est déchiqueté, avec beaucoup d'îles et de fjords, plusieurs avec des glaciers.
Le navigateur britannique George Vancouver l'aurait nommée ainsi en 1778 en l'honneur du Prince William (Guillaume), futur roi Guillaume IV du Royaume-Uni.
Un tsunami en 1964, conséquence du tremblement de terre du Vendredi saint, tua de nombreux Chugach du village de Chenega et détruisit la ville de Valdez. 
En 1989, le pétrolier Exxon Valdez percutait le Bligh Reef, qui se trouve au fond de la baie, après avoir quitté le port de Valdez, provoquant une pollution majeure et de sérieux dégâts à l'environnement.

## Galerie

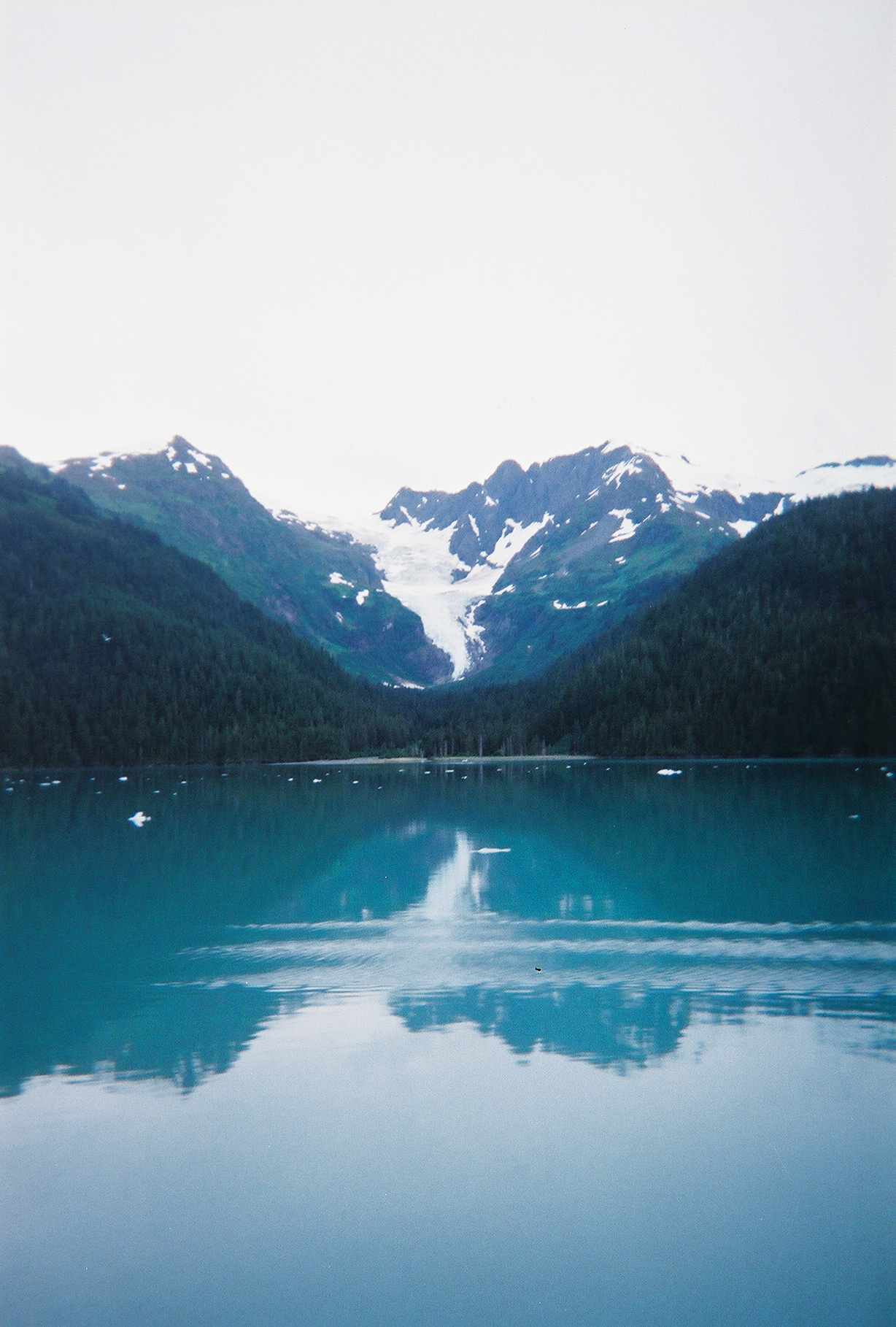
Vue du glacier Columbia depuis la baie.
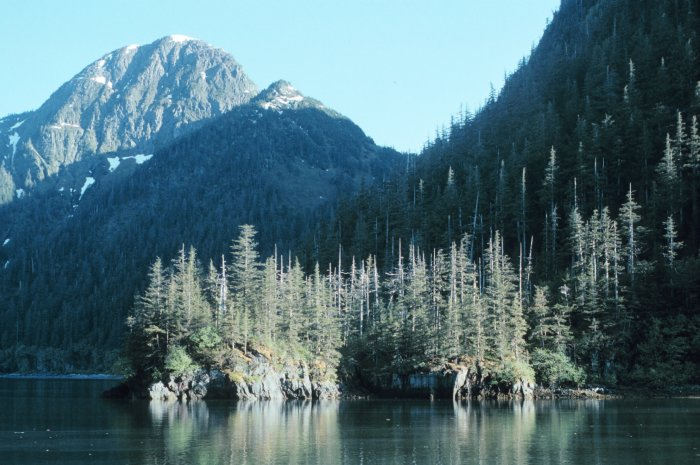
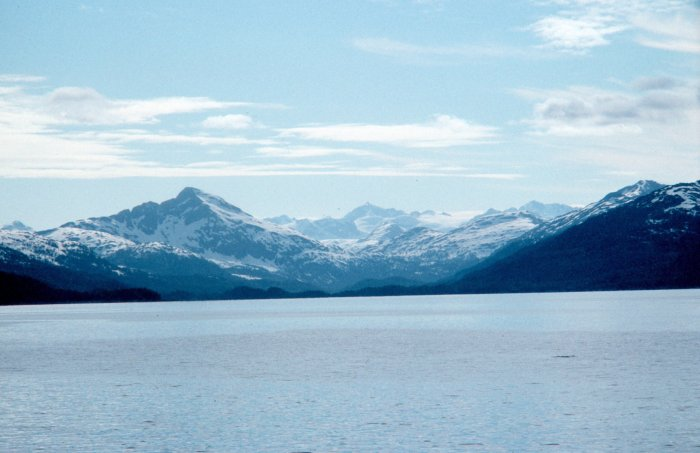
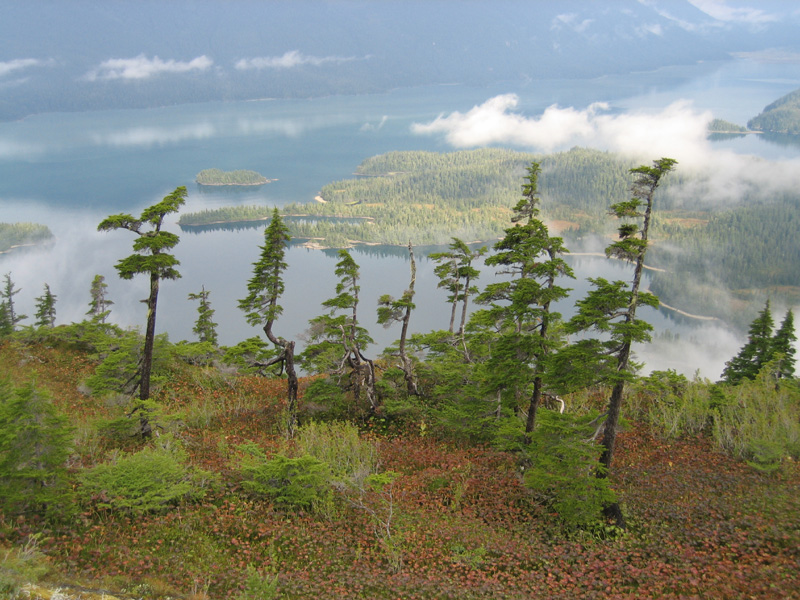
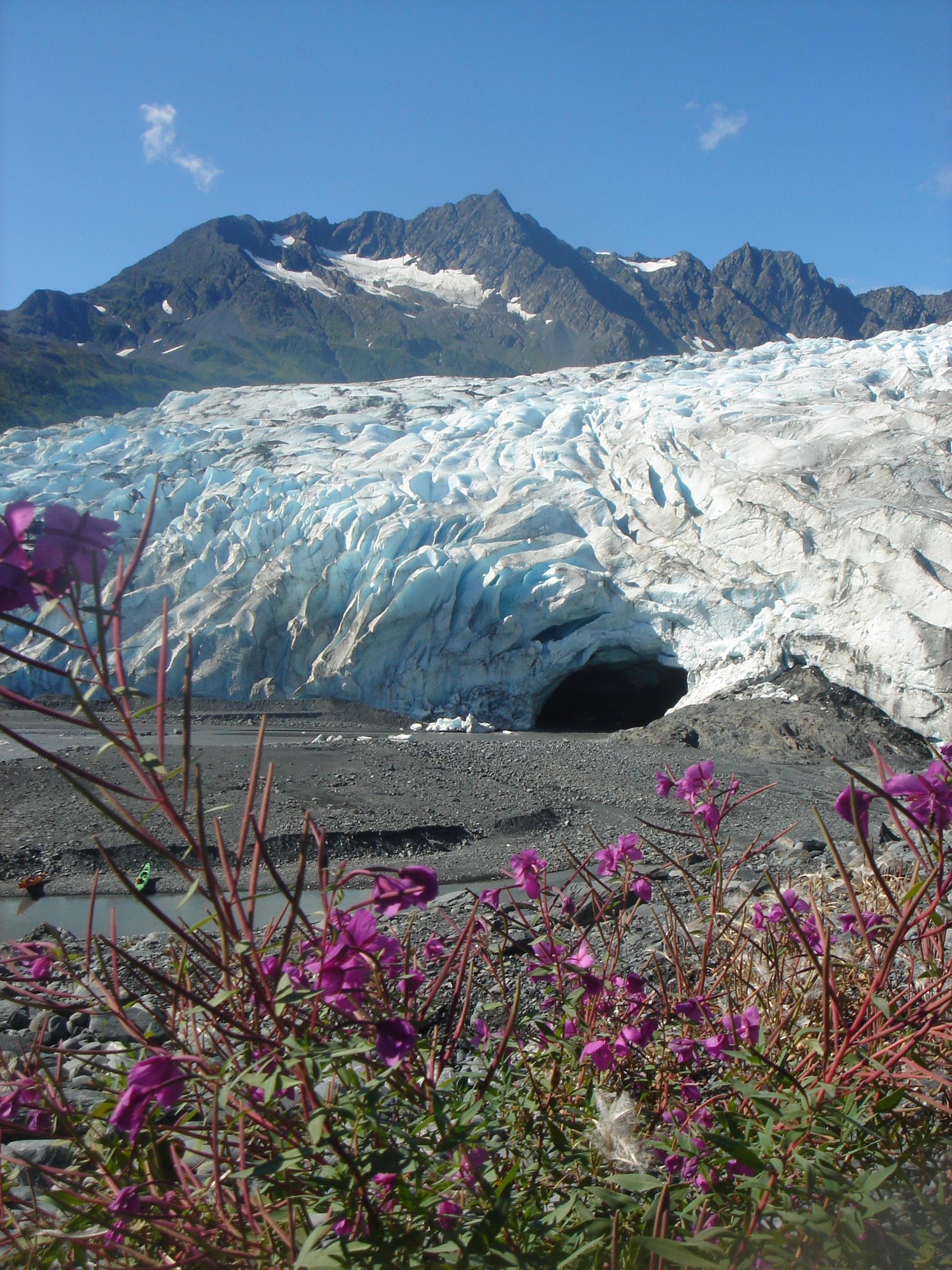

## Source
- (en) Cet article est partiellement ou en totalité issu de l’article de Wikipédia en anglais intitulé « Prince William Sound » (voir la liste des auteurs).